# فینال جام حذفی فوتبال انگلستان ۱۸۸۴
فینال جام حذفی فوتبال انگلستان ۱۸۸۴، رقابت پایانی جام حذفی فوتبال انگلستان در سال ۱۸۸۴ میلادی است که مابین دو تیم باشگاه فوتبال بلکبرن و باشگاه فوتبال کویینز پارک در ورزشگاه اووال لندن برگزار شده‌است.
این مسابقه که در تاریخ ۲۹ مارس ۱۸۸۴ انجام شده‌است با نتیجه ۲ بر ۱ به سود تیم باشگاه فوتبال بلکبرن به پایان رسید.